# Creoleon decussatus
Creoleon decussatus is een insect uit de familie van de mierenleeuwen (Myrmeleontidae), die tot de orde netvleugeligen (Neuroptera) behoort. 
Creoleon decussatus is voor het eerst wetenschappelijk beschreven door Navás in 1914.